# بیورن آندرشون
 بیورن آندرشون (سوئدی: Björn Andersson؛ زادهٔ ۲۰ ژوئیهٔ ۱۹۵۱) بازیکن فوتبال اهل سوئد است.

## تیم ملی
وی همچنین در تیم ملی فوتبال سوئد بازی کرده است.